# 中村雀右衛門 (5代目)
五代目 中村 雀右衛門（ごだいめ なかむら じゃくえもん、1955年〈昭和30年〉11月20日 - ）は、歌舞伎役者。歌舞伎名跡「中村雀右衛門」の当代である。屋号は京屋。定紋は京屋結び、替紋は向い雀。

## 人物
公式の経歴では東京都出身となっているが、本人によれば「大阪の大野屋という旅館にて生まれた」とのことである。父は四代目中村雀右衛門、母は七代目松本幸四郎の娘である晃子。実兄は主に立役をつとめる八代目大谷友右衛門（明石屋）。
立教高等学校卒業、立教大学社会学部中退。
女形役者としては清楚で上品な芸風で、時代物では赤姫を得意とし、世話物では町娘や女房と、さまざまな役をこなす。従兄弟の二代目松本白鸚・二代目中村吉右衛門兄弟と一座することが多い。
趣味は自作PC、カメラ、車など。
2015年3月に父の名跡を継承して五代目中村雀右衛門を襲名することが発表され、2016年3月、歌舞伎座「三月大歌舞伎」で五代目中村雀右衛門を襲名した。

## 年譜
- 1961年（昭和36年）2月、歌舞伎座『一口剣』の村の子廣松で大谷廣松を名のり初舞台。
- 1964年（昭和39年）9月、歌舞伎座『妹背山婦女庭訓』のおひろで七代目中村芝雀を襲名。
- 1981年（昭和56年）、名題適任証取得。重要無形文化財（総合認定）に認定され、伝統歌舞伎保存会会員となる[7]。
- 2008年（平成20年）3月、長年にわたる女形としての実績を評価され日本芸術院賞を授与される。また、初めて沖縄県石垣島で歌舞伎を上演する[8]。
- 2016年（平成28年）3月、歌舞伎座『鎌倉三代記』の時姫と『祇園祭礼信仰記』（金閣寺）の雪姫で五代目中村雀右衛門を襲名。

## 受賞歴
- 1983年- 国立劇場優秀賞。
- 1985年- 関西で歌舞伎を育てる会、演技賞。
- 1986年- 国立劇場奨励賞。
- 1990年- 国立劇場優秀賞。
- 1991年- 国立劇場優秀賞。
- 1997年- 眞山青果賞奨励賞。
- 1999年- 松竹会長賞。
- 2001年- 国立劇場優秀賞。
- 2008年- 日本芸術院賞、松尾芸能賞優秀賞。
- 2010年- 紫綬褒章[9]。

## 当たり役
- 『本朝廿四孝』（十種香）の 八重垣姫
- 『新皿屋舗月雨暈』（魚屋宗五郎）の 女房おはま
- 『恋湊博多諷』（毛剃）の 傾城小女郎
- 『彦山権現誓助剣』（毛谷村）の お園
- 『花街模様薊色縫』（十六夜清心）の 十六夜
- 『雪夕暮入谷畦道』（直侍と三千歳）の 三千歳
- 『双蝶々曲輪日記』（引窓）の 女房お早
- 『芦屋道満大内鑑』（葛の葉）の 女房葛の葉
- 『平家女護島』（俊寛）の 海女千鳥
- 『梶原平三誉石切』（石切梶原）の 梢
- 『義経千本桜』（すし屋）の お里